# Taiwan i olympiska vinterspelen 1988
Taiwan deltog i olympiska vinterspelen 1988 under namnet Kinesiska Taipei efter en namnkonflikt med Kina. Taiwans trupp bestod av 13 idrottare 11 var män och 2 var kvinnor. Taiwans yngsta deltagare var Chen Tong-Jong (18 år och 94 dagar) och den äldsta var Lin Chi-Liang (28 år och 152 dagar).

## Resultat

### Alpin skidåkning
- Super-G herrar
  - Ong Ching-Ming - 55
  - Lin Chi-Liang - 57
  - Tang Wei-Tsu - ?

- Storslalom herrar
  - Chen Tong-Jong - ?
  - Lin Chi-Liang - ?
  - Ong Ching-Ming - ?
  - Kuo Koul-Hwa - ?

- Slalom herrar
  - Chen Tong-Jong - 48
  - Ong Ching-Ming - ?
  - Tang Wei-Tsu - ?

### Bob
- Två-manna
  - Chen Chin-San och Lee Chen-Tan - 15
  - Sun Kuang-Ming och Chen Chin-Sen - 33

- Fyra-manna
  - Chen Chin-San, Chen Chin-Sen, Lee Chen-Tan, Wang Jauo-Hueyi - 22

### Konståkning
- Singel herrar
  - David Liu - ?

- Singel damer
  - Pauline Lee - ?

### Rodel
- Singel herrar
  - Sun Kuang-Ming - 32

- Singel damer
  - Teng Pi-Hui - 24